# Homona spargotis
Homona spargotis is een vlinder uit de familie bladrollers (Tortricidae). De soort komt voor in het Australaziatisch gebied, en is vooral bekend als plaaginsect. De Engelse naam Avocado Leafroller wijst daar ook op. Hij kan behalve bij de teelt van avocado ook een plaag zijn op koffieplanten, theeplanten, custardappel en blimbing. De spanwijdte is ongeveer 3 centimeter voor de wijfjes, en 2 centimeter voor de mannetjes.